# 兰多夫斯豪森
兰多尔夫斯豪森是德国下萨克森州的一个市镇。总面积16.22平方公里，总人口1132人，其中男性552人，女性580人（2011年12月31日），人口密度70人/平方公里。